# اسب‌ها اسب‌ها از کنار یکدیگر
اسب‌ها، اسب‌ها از کنار یکدیگر اثری از نویسنده‌ی ایرانی محمود دولت‌آبادی است که در سال ۱۳۹۹ همزمان با ۸۰ سالگی نویسنده، توسط نشر چشمه‏ در تهران منتشر شد.
برخی منتقدان این کتاب را نوعی خودزندگینامه می‌دانند که محمود دولت‌آبادی به نوعی دربارهٔ خود سخن گفته‌ است و برخی دیگر اعتقاد دارند که تنها چند شخصیت جدید خلق شده‌ است ؛ که به سبب خلق و خوی عرفانی یادآور روحیات خود نویسنده است.
ملک پروان، اگر نتوانم خط و خبری از ثَری براش ببرم می‌میرد؛ و اگر ملک بمیرد، اگر دق کند نمی‌دانم من سروکارم به چه روزگاری بیفتد! کمِ کمش این است که گور و گم می‌شوم از این عالم، اگر تو لجن جوی نفله نشوم. پس اگر راهی به گمانت می‌رسد کاری بکن. من خیالت را از بابت ذوالقدر راحت کردم. آن یکی دیگرم پیداش می‌کنم، پیداش می‌کنیم. گفتی اسمش چی بود؟»

کریما گفت که مهم نیست؛ «نشد هم نشد!» و چندی گذشت تا بگوید «این هم زنده بودیِ ماست. به یکدیگر می‌رسیم و از کنار هم می‌گذریم. یادی ـ چیزی از خودمان در دیگری باقی می‌گذاریم یا باقی نمی‌گذاریم ؛ و هر کدام به محض گذر از کنار شانهٔ هم در پاشنهٔ پای دیگری گم می‌شویم ؛ چه اهمیتی دارد! مرحب جنم خوبی بود، خیلی فکری‌اش می‌شوم. نگرانم حیف شده باشد با آن بی‌ باکی‌ای که داشت.»— متن پشت جلد کتاب، اسب‌ها، اسب ها  از کنار یکدیگر